# Akō
Akō (japanisch 赤穂市, -shi) ist eine Stadt in der Präfektur Hyōgo in Japan.

## Geographie
Akō liegt östlich von Okayama und westlich von Himeji an dem Binnenmeer Seto-Inlandsee.

## Geschichte
Akō wurde um 1575 zu einer Burgstadt, als sich Ukita Naoie dort niederließ. Der Ort kam um 1600 unter die Herrschaft der Ikeda, um 1645 unter die der Asano. Der letzte dieser Familie war Asano Naganori (1667–1701), dessen Schicksal Anlass war für die Rache der 47 Rōnin. 1702 gelangte die Burg in den Besitz der Nagai, von 1706 bis 1868 war es die Residenz der Mori.
Am 1. September 1951 wurde der Ort Akō unter Einbeziehung der Gemeinden Sakagoe und Takao zur Stadt erhoben.

## Sehenswürdigkeiten

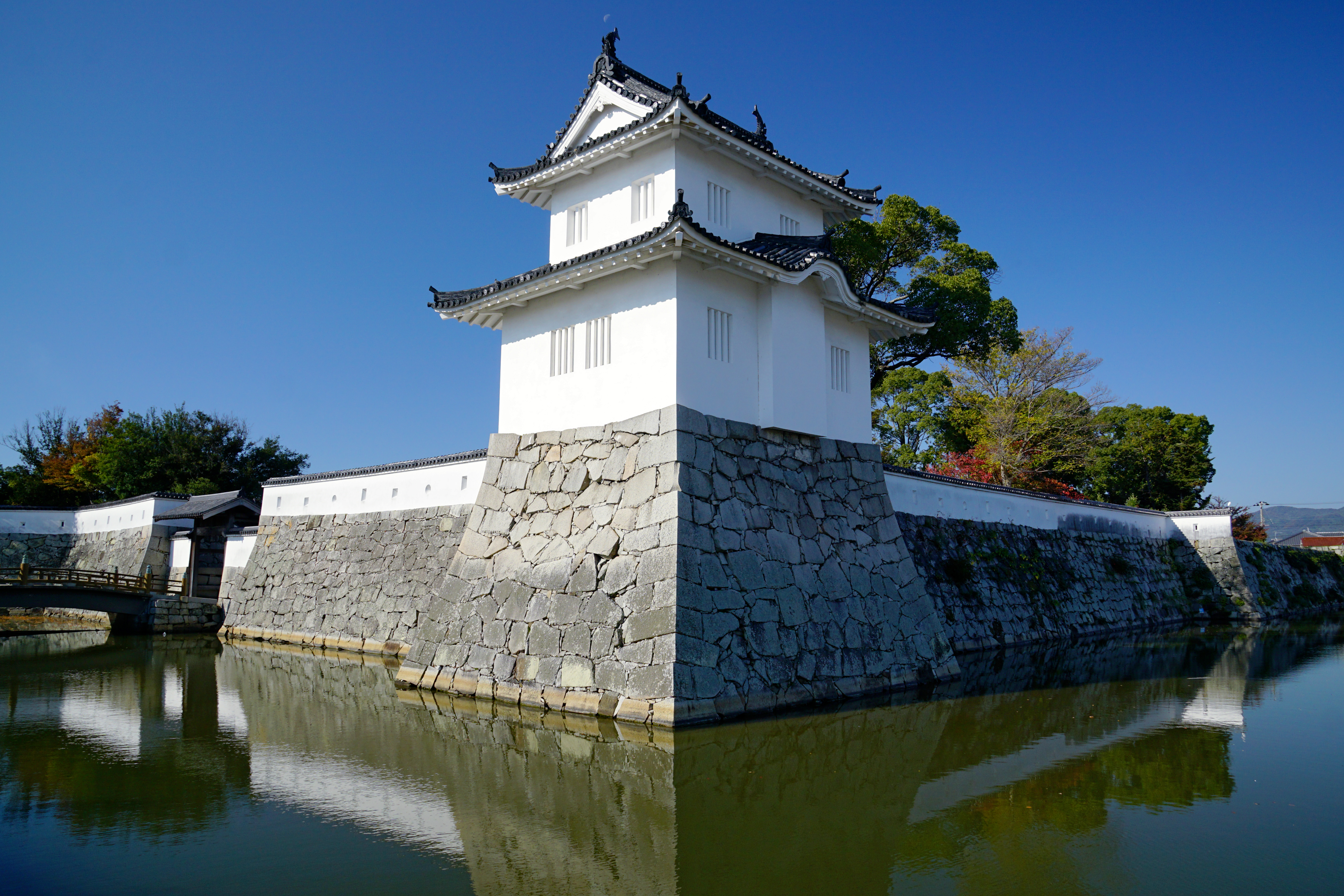
Burg Akō

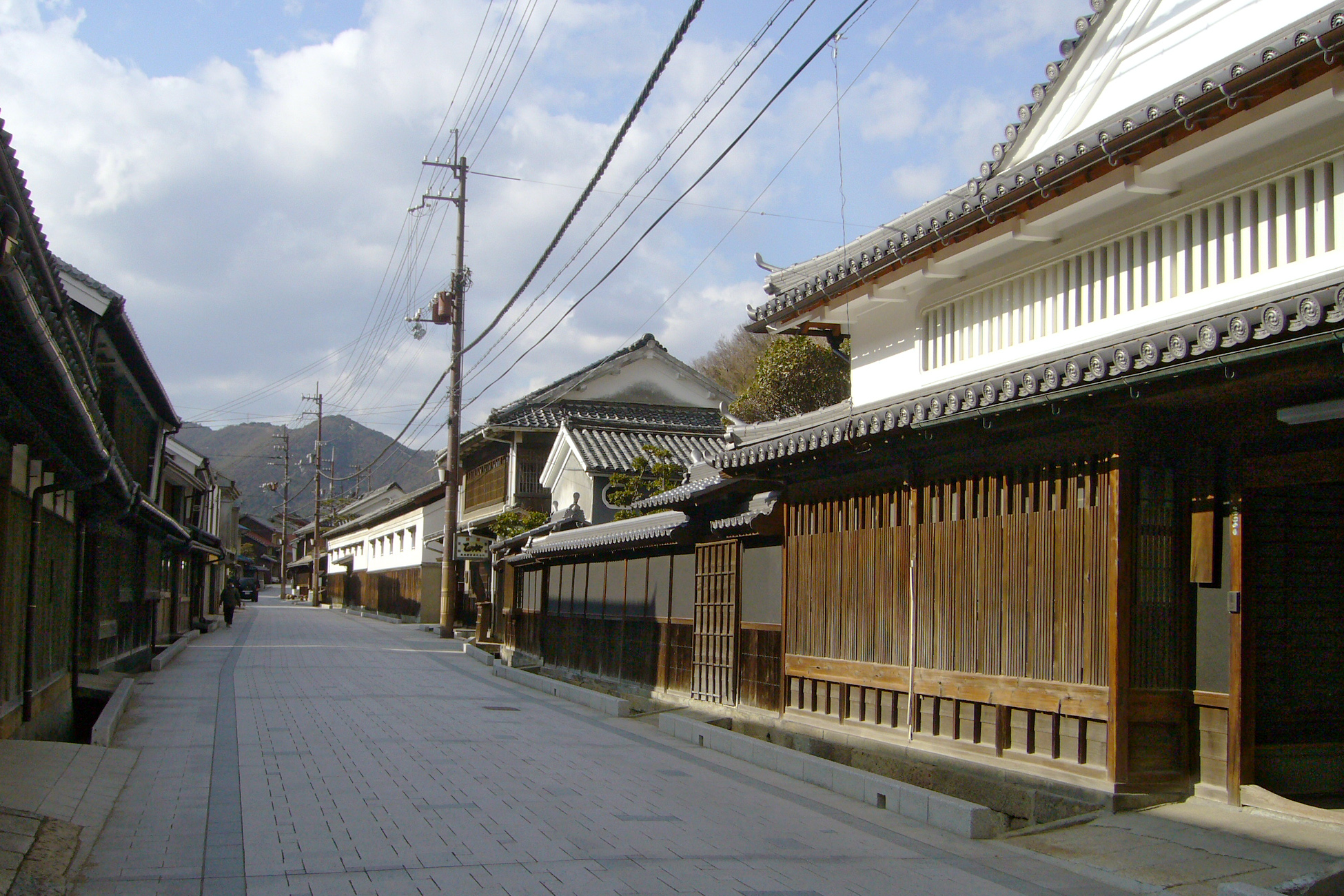
Sakoshi

- Burg Akō
- Kagaku-ji, der Tempel der Asano.
- Sakoshi

## Verkehr
- Straße:
  - Sanyo-Autobahn
  - Nationalstraßen 2, 250, 373
- Zug:
  - Sanyo-Hauptlinie: nach Kōbe und Kitakyūshū
  - Akō-Linie: nach Aioi und Okayama

## Angrenzende Städte und Gemeinden
- Präfektur Hyōgo:
  - Aioi
  - Kamigōri
- Präfektur Okayama:
  - Bizen

## Persönlichkeiten
- Shūhei Doen (* 1990), Fußballspieler